# Cardener
El Cardener és un riu de Catalunya del Prepirineu. Recull les aigües de les serres del Port del Comte i del Verd, de la Serra de les Comes, del Pedraforca i la Serra d'Ensija. Neix a les Fonts del Cardener, situades al municipi de la Coma i la Pedra, al peu del Port del Comte. Aquestes fonts ja li proporcionen un cabal relativament important. La seva conca de 1.400 km² inclou la meitat oriental del Solsonès, part occidental del Berguedà i algunes zones del Bages i l'Anoia.
En el seu recorregut es troben els embassaments de la Llosa del Cavall (situat als termes municipals de Guixers i Navès) i el de Sant Ponç (situat als termes d'Olius i Clariana de Cardener). Aquest últim ja va ser projectat l'any 1921 i s'hi poden practicar esports aquàtics.
Després d'haver recorregut 90 km, finalment desemboca al Llobregat a Castellgalí, 8 km aigües avall de Manresa, aportant-li un cabal de 6,5 m³/s. Des de fa uns anys el seu curs s'ha vist reduït en 3 km a causa d'unes filtracions que es van produir al seu pas per la Coromina, cosa que va comportar que se'l desviés mitjançant la construcció d'un túnel. Veure mapa

## Poblacions per on passa
- la Coma
- Olius
- Cardona
- el Palà de Torroella
- Colònia Valls
- Súria
- Callús
- Sant Joan de Vilatorrada
- Manresa
- Castellgalí

## Territoris que travessa
Des del seu naixement, el Cardener travessa successivament els següents municipis i comarques.

## Afluents
Els principals afluents del Cardener són: l'Aigua de Valls que desemboca al Pantà de la Llosa del Cavall, el Riu Negre que desemboca a Clariana de Cardener, l'Aigua d'Ora que s'aiguabarreja vora Cardona i la Riera de Rajadell que aboca les seves aigües al Cardener just havent passat Manresa.

## Història
El Cardener va ser, a l'alta edat mitjana, la frontera occidental de la Catalunya Vella. De sempre ha marcat la línia viària de l'antic camí ral i de l'actual carretera C-55. Al segle xix es va omplir de canals que donaven la força motriu a la munió de fàbriques tèxtils que van florir a les seves ribes.